# Senior League World Series 2006
Die Senior League World Series 2006 war die 46. Austragung der Senior League Baseball World Series, einem internationalen Baseballturnier für Knaben zwischen 13 und 16 Jahren. Gespielt wurde in Bangor, Maine.

## Teilnehmer
Die zehn Mannschaften bildeten eine Gruppe aus sechs Mannschaften aus den Vereinigten Staaten und eine Gruppe aus vier internationalen Mannschaften.
| Vereinigte Staaten                | International                                                     |
| --------------------------------- | ----------------------------------------------------------------- |
| Bangor, Maine Gastgeber           | Makati City, Philippinen Region Asien-Pazifik                     |
| Bloomfield, New Jersey Region Ost | Brüssel, Belgien Region Europa, Mittlerer Osten und Afrika (EMEA) |
| Yorktown, Virginia Region Süd     | Regina, Saskatchewan Region Kanada                                |
| Tulsa, Oklahoma Region Südwest    | Falcón, Venezuela Region Lateinamerika                            |
| Oʻahu, Hawaii Region West         |                                                                   |
| Madison, Wisconsin Region Zentral |                                                                   |

## Ergebnisse
Die Teams wurden in zwei Gruppen eingeteilt. Jeder spielte gegen Jeden in seiner Gruppe, die beiden Ersten spielten gegeneinander den Finalplatz aus.

### Vorrunde

#### Gruppe A
| Platz | Region        | W | L | %     |
| ----- | ------------- | - | - | ----- |
| 1.    | West          | 4 | 0 | 1.000 |
| 2.    | Süd           | 3 | 1 | 0.750 |
| 3.    | Asien-Pazifik | 1 | 3 | 0.250 |
| 4.    | Gastgeber     | 1 | 3 | 0.250 |
| 5.    | Kanada        | 1 | 3 | 0.250 |

| Datum      | Zeit  | Stadion           | Begegnung     | Begegnung | Begegnung     | Ergebnis |
| ---------- | ----- | ----------------- | ------------- | --------- | ------------- | -------- |
| 13. August | 12:00 | Mansfield Stadium | Kanada        | –         | Gastgeber     | 0:3      |
| 13. August | 14:30 | Mansfield Stadium | West          | –         | Asien-Pazifik | 21:4     |
| 14. August | 17:00 | Mansfield Stadium | Asien-Pazifik | –         | Gastgeber     | 3:2      |
| 14. August | 20:00 | Mansfield Stadium | Süd           | –         | West          | 2:8      |
| 15. August | 17:00 | Mansfield Stadium | Süd           | –         | Asien-Pazifik | 12:1     |
| 15. August | 20:00 | Mansfield Stadium | West          | –         | Kanada        | 7:3      |
| 16. August | 13:00 | Mansfield Stadium | Asien-Pazifik | –         | Kanada        | 2:5      |
| 16. August | 17:00 | Mansfield Stadium | Gastgeber     | –         | Süd           | 3:13     |
| 17. August | 10:00 | Mansfield Stadium | Kanada        | –         | Süd           | 3:4      |
| 17. August | 17:00 | Mansfield Stadium | Gastgeber     | –         | West          | 0:8      |

#### Gruppe B
| Platz | Region        | W | L | %     |
| ----- | ------------- | - | - | ----- |
| 1.    | Lateinamerika | 4 | 0 | 1.000 |
| 2.    | Ost           | 3 | 1 | 0.750 |
| 3.    | Südwest       | 2 | 2 | 0.500 |
| 4.    | Zentral       | 1 | 3 | 0.250 |
| 5.    | EMEA          | 0 | 4 | 0.000 |

| Datum      | Zeit  | Stadion           | Begegnung     | Begegnung | Begegnung     | Ergebnis |
| ---------- | ----- | ----------------- | ------------- | --------- | ------------- | -------- |
| 13. August | 17:30 | Mansfield Stadium | EMEA          | –         | Ost           | 2:10     |
| 13. August | 20:00 | Mansfield Stadium | Zentral       | –         | Lateinamerika | 0:28     |
| 14. August | 10:00 | Mansfield Stadium | Südwest       | –         | EMEA          | 6:4      |
| 14. August | 13:00 | Mansfield Stadium | Ost           | –         | Zentral       | 8:5      |
| 15. August | 10:00 | Mansfield Stadium | EMEA          | –         | Zentral       | 3:4      |
| 15. August | 13:00 | Mansfield Stadium | Südwest       | –         | Lateinamerika | 3:4      |
| 16. August | 10:00 | Mansfield Stadium | Ost           | –         | Südwest       | 10:8     |
| 16. August | 20:00 | Mansfield Stadium | Lateinamerika | –         | EMEA          | 12:1     |
| 17. August | 13:00 | Mansfield Stadium | Lateinamerika | –         | Ost           | 12:8     |
| 17. August | 20:00 | Mansfield Stadium | Zentral       | –         | Südwest       | 6:9      |

### Finalrunde
|  | Halbfinale       | Halbfinale |         |                  | Weltmeisterschaft | Weltmeisterschaft |
|  |                  |            |         |                  |                   |                   |
|  | 18. August       |            |         |                  |                   |                   |
|  | B2 Ost           | 3          |         |                  |                   |                   |
|  | A1 West          | 7          |         |                  | 19. August        | 19. August        |
|  |                  |            | A1 West | 2                |                   |                   |
|  | 18. August       | 18. August |         | B1 Lateinamerika | 4                 |                   |
|  | A2 Süd           | 1          |         |                  |                   |                   |
|  | B1 Lateinamerika | 11         |         |                  |                   |                   |
|  |                  |            |         |                  |                   |                   |

## Weblink
- Offizielle Webseite der Senior League World Series